# 萩反射炉
萩反射炉（はぎはんしゃろ、英語：Hagi Reverberatory furnace）は、山口県萩市にある反射炉跡である。煙突部の遺構が現存しており、国の史跡に指定されている。世界遺産「明治日本の産業革命遺産 製鉄・製鋼、造船、石炭産業」の構成資産のひとつである。

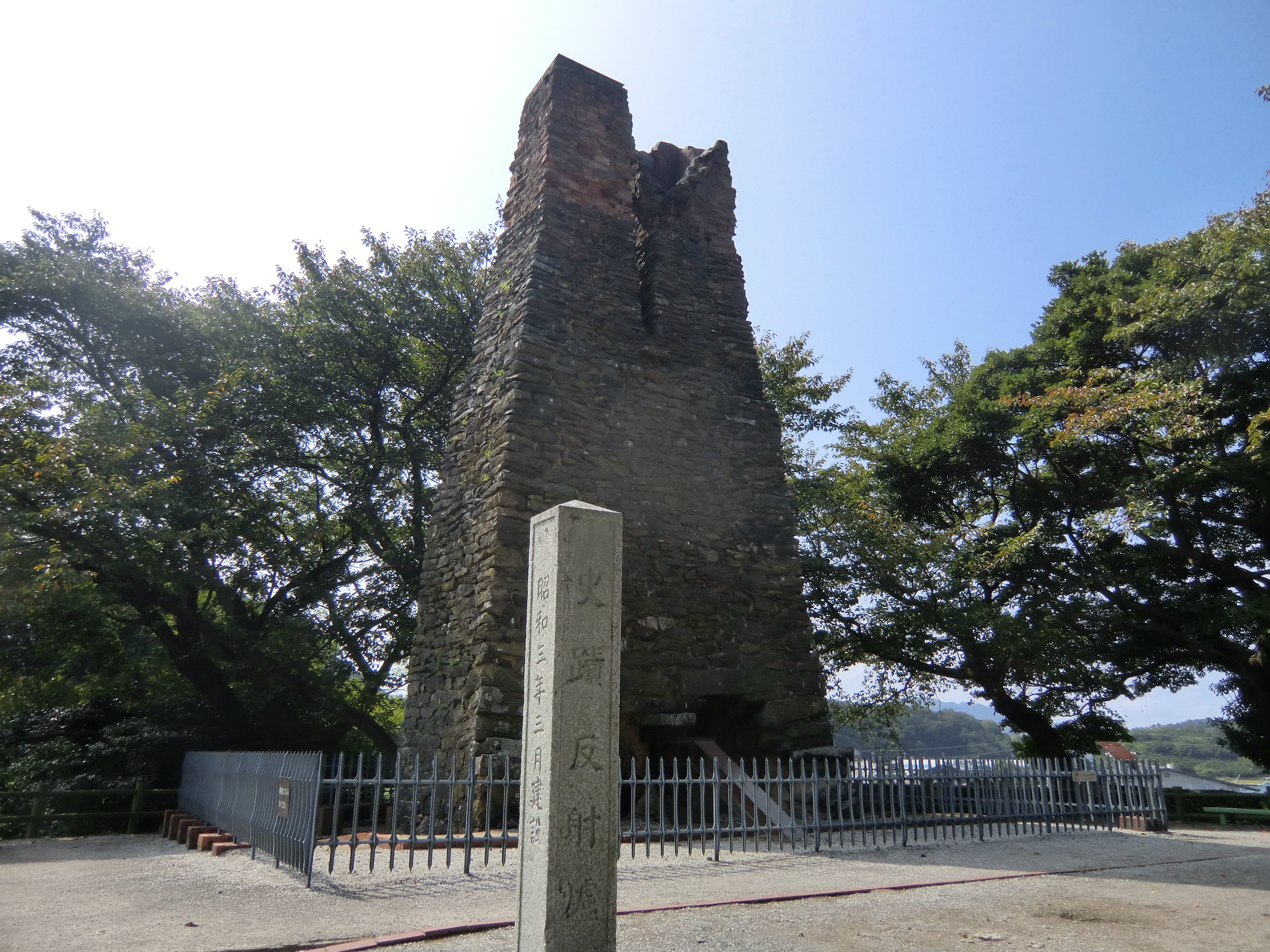
萩反射炉

## 概要
萩反射炉は、萩市椿東（ちんとう）に現存している反射炉の遺跡。日本に現存する近世の反射炉は、この萩反射炉と韮山反射炉（静岡県伊豆の国市）のみであるため貴重な遺構とされる。1924年（大正13年）に国の史跡に指定された。さらに2009年には、韮山反射炉などと共に九州・山口の近代化産業遺産群として世界遺産（文化遺産）暫定リストへ掲載され、2015年に「明治日本の産業革命遺産 製鉄・製鋼、造船、石炭産業」として正式登録された。

## 歴史
アヘン戦争や黒船来航によって海防強化の必要性を感じた長州藩（萩藩）は、西洋式の鉄製大砲を鋳造するために金属溶解炉として反射炉の導入を計画した。
1855年（安政2年）7月、反射炉の操業で先行していた佐賀藩に藩士山田宇右衛門らを派遣した。山田らは鉄製大砲の鋳造法習得を目指していたが、佐賀藩は製砲掛の不在などを理由に拒否した。そこで翌8月、今度は小沢忠右衛門（おざわちゅうえもん）が改めて佐賀藩に派遣され、長州藩で発明された砲架である「砲架旋風台（ほうかせんぷうだい）」の模型を持参で交渉。反射炉の見学を許可されたため、そのスケッチを作成して持ち帰ることに成功した。同年11月には村岡伊右衛門（むらおかいえもん）が御用掛に命じられた。
1856年（安政3年）に鉄製大砲の鋳造に取り組み始めており、反射炉の「雛形（＝試験炉）」が操業されていた記録がある。従来は、萩反射炉は1858年（安政5年）の築造と言われていたが、本格的な操業（鉄製大砲の鋳造）の記録が無いことから、萩反射炉は1856年に建築・使用された試験炉であり、本式の反射炉（実用炉）は築造されなかったとの説が有力視されている。

## 遺構
現存している遺構は反射炉の煙突部で、高さは10.5ｍ。上部の一部が煉瓦積み、その下が安山岩と赤土で造られており、往時は石積みは漆喰で塗られていたとされる。上部の約5メートルほどが二股に分かれているが、実際はそれぞれ独立した2本の煙突となっている。炉床と思われる遺構も煙突に対応して2つ発掘されており、その内の西側の炉床が主に使用されたと考えられる。
なお、オランダから伝えられた技術書（ヒューゲニンによる「ロイク王立鉄製大砲鋳造所における鋳造法」）の反射炉は高さ約16メートルであるが、萩反射炉はその70%程度の規模である（韮山反射炉も同書の記述に近い約15.7メートルの高さがある）。また、大砲を鋳造するにあたり、砲身の内部をくりぬくには平錐台（ひらぎりだい）を使用するが、その動力となる水車に必要な用水路等の形跡は確認できておらず、本操業の記録が無いことと併せて、同反射炉が試験炉であることの裏付けとされる。

## 所在地
山口県萩市椿東4897-7
アクセス
- 萩市から島根県に向かう国道191号沿い
  - JR東萩駅から車で3分
  - 石見空港から車で60分
- 道の駅萩しーまーとから徒歩で約5分